# Нгема, Федерико
Федерико Нсуэ Нгема (исп. Federico Nsue Nguema; род. 20 апреля 1997, Малабо) — экваториалогвинейский футболист, полузащитник. Выступал в национальной сборной Экваториальной Гвинеи.

## Карьера

### «Динамо-Авто»
Воспитанник футбольной академии экваториалогвинейского клуба «Кано Спорт». В 2015 году футболист выступал в испанской «Мальорке B». В январе 2016 года футболист на правах свободного агента вернулся в «Кано Спорт». Вместе с клубом футболист становился победителем чемпионата. В июле 2022 года футболист на правах свободного агента присоединился к молдавскому клубу «Динамо-Авто». Дебютировал за клуб футболист 31 июля 2022 года в матче против клуба «Милсами», выйдя на поле в стартовом составе. На протяжении первой половины сезона футболист выступал за клуб в роли одного из ключевых игроков, завершив первую половину чемпионата на итоговом последнем месте, вылетев во вторую фазу, результативными действиями не отличившись. В январе 2023 года футболист покинул клуб, расторгнув контракт по соглашению сторон.

### «Бэлць»

#### Сезон 2022/23
В марте 2023 года футболист на правах свободного агента присоединился к молдавскому клубу «Бэлць», подписав долгосрочный контракт. Дебютировал за клуб футболист 5 марта 2023 года в матче Кубка Молдовы против клуба «Гагаузия-Огузспорт», выйдя на поле в стартовом составе, также отличившись своей дебютной голевой передачей. Первый матч в чемпионате футболист сыграл 12 марта 2023 года против тираспольского «Шерифа», выйдя на поле в стартовом составе. По итогу сезона футболист вместе с клубом завершил чемпионат на итоговом шестом месте. Вместе с клубом футболист стал серебряным призёром Кубка Молдовы, где в финале 28 мая 2023 года уступили тираспольскому «Шерифу». На протяжении сезона футболист выступал за клуб в роли одного из ключевых игроков, отличившись своей единственной голевой передачей.

#### Сезон 2023/24
В июле 2023 года футболист вместе с клубом приступил к подготовке к новому сезону. Первый матч в новом сезоне футболист сыграл 5 августа 2023 года в матче против клуба «Дачия-Буюкань», выйдя на поле в стартовом составе. Дебютным забитым голом за клуб футболист отличился в своём следующем матче 12 августа 2023 года против клуба «Милсами». По итогу первой половины чемпионата футболист вместе с клубом занял итоговое пятое место, выйдя в финальную стадию. Вместе с клубом футболист дошёл до четвертьфинала Кубка Молдовы, где по сумме матчей уступили клубу «Петрокуб». По итогу сезона футболист вместе с клубом завершил чемпионат на итоговом пятом месте в турнирной таблице. На протяжении сезона футболист выступал за клуб в роли одного из основных игроков, отличившись 2 забитыми голами и 3 голевыми передачами во всех турнирах.

#### Сезон 2024/25
Летом 2024 года футболист вместе с клубом стал готовиться к новому сезону с клубом. Новый сезон футболист начал 4 августа 2024 года с матча против клуба «Зимбру», выйдя на замену на 61 минуте. Вместе с клубом футболист завершил первую половину чемпионата на четвёртом итоговом месте, выйдя в финальную часть турнира. По итогу четвертьфинальных матчей Кубка Молдовы футболист вместе с клубом уступили тираспольскому «Шерифу», завершив своё выступление на турнире. По итогу сезона футболист вместе с клубом завершил чемпионат на итоговом пятом месте. На протяжении сезона футболист выступал за молдавский клуб в роли одного из основных игроков, однако результативными действиями не отличился. В июне 2025 года футболист покинул молдавский клуб в связи с окончанием срока действия контракта.

## Международная карьера
В 2016 году футболист был вызван в национальную сборную Экваториальной Гвинеи. Дебютировал за сборную футболист 12 июня 2016 года в матче против Бенина. В январе 2024 года футболист вместе со сборной отправился на матчи финального этапа Кубка африканских наций.

## Достижения
«Кано Спорт»
- Чемпион Экваториальной Гвинеи: 2019